# 吉安所
吉安所，位于北京市东城区景山东街吉安所右巷10号，是北京市东城区文物保护单位。

## 历史
乾隆九年十一月，开始营建吉安所，建有牌楼门、宫门、前殿五间、抱厦三间、后殿五间、照殿五间、东西顺山殿六间、垂花门一座、以及配殿、围房、穿堂、茶膳房、井亭、净房游廊、值房等。共有建筑四十八座，有房一百七十多间。建吉安所时拆用了北海五龙亭北面建筑群的部分材料。
清朝朱一新《京师坊巷志稿》记载：“吉祥所：凡宫眷薨逝，殡於此。”书中所注的吉祥所位置在北京皇城正北，当是如今吉安所的建筑。《宸垣识略》记载：“吉安所，即明司礼监廨”。明朝司礼监是内廷办事机构，原先占地规模很大。吉安所原有规模现已无从考证，《北京历史地图》中显示吉安所未占用明朝司礼监的全部建筑。司礼监廨的建筑规制与吉安所区别明显，但是吉安所为宫眷停柩，所以也是皇家用房，而且等级远远超过司礼监这种宦官办事之处。所以吉安所建筑如果是从司礼监廨改变而来的话，在改变用途时必然经改建或重新装修。《宛署杂记》记载，明朝设有静乐堂、安乐堂，“安乐堂在北安门内，有屋数楹”，宫人无名称者，亡故不赐墓，遗体先送到安乐堂，后转送到北安门（后为地安门）外停尸房（北安门外墙下），“易以朱棺，礼送之静乐堂火葬塔井中，莫敢有他者”。可见安乐堂和吉安所的功能类似。按照这一记载，安乐堂位于地安门内大街东侧，靠近皇城北门地安门，这一选址应是从功能考虑。但安乐堂的规制已不可考。
清朝，宫眷薨逝，用衾被从宫中裹出，在吉安所殡殓。妃嫔以上丧仪由内务府请旨施行，贵人以下由吉安所沉丧。
有些妃嫔因病得很急，来不及转移就在宫中去世了，但遗体也要先送到吉安所停放，在那里大殓且盛入棺椁。几天后才能再转移到正式殡宫。如果还没断气的后妃就转移到吉安所，继续治疗。若治不好而去世，就直接在吉安所小殓、大殓。
中华人民共和国成立后，聂荣臻曾在此居住。2004年，吉安所全部修复。

## 建筑
吉安所现存两进院落：
- 第一进：仪门三间，东西顺山房各五间。原有东西配房各五间，房顶和仪门相同，现仅存东配房。上述各房都有前廊、雀替。北房为现代新式建筑[1]。
- 第二进：停棂大殿，面阔五间，进深均是三间，前后带有抱厦，绿琉璃瓦黄剪边，歇山顶，调大脊带吻兽、垂兽（有缺损），一斗三升斗拱，前后均有围廊和雀替，现无彩画。停棂大殿内外装修均已更换。建筑构件尺度明显小于通常的清代式建筑，雀替窄且扁长，椽子粗，带有清代早期特点。停棂大殿西侧有值房三间，无廊，筒瓦过垄脊硬山顶。院内停棂大殿西南有一口四耳水缸，当是吉安所的旧物；院内有“钦安殿”字样的黄琉璃板瓦，可见当年停棂大殿的施工可能是和钦安殿的维修同时进行的。院内已没有其他旧物，建筑环境变化很大[1]。